# Station Tonoki
 Station Tonoki  (富木駅,  Tonoki-eki) is een spoorwegstation in de Japanse stad Takaishi, gelegen in de prefectuur Ōsaka. Het wordt aangedaan door de Hanwa-lijn. Het station heeft twee sporen, gelegen aan twee zijperrons.

## Treindienst

### JR West
| 1 | ■ Hanwa-lijn | richting Kumatori, Hineno en Wakayama |
| 2 | ■ Hanwa-lijn | richting Ōtori, Tennōji en Ōsaka      |

## Geschiedenis
Het station werd in 1940 geopend. 

## Overig openbaar vervoer
Er bevindt zich een bushalte nabij het station.

## Stationsomgeving
- Stadhuis van Takaishi
- Kōnan (bouwmarkt)
- Life
- Super Hayashi (supermarkt)
- Ōtoriichō-ziekenhuis
- Autoweg 26